# Химна УЕФА Лиге шампиона
Химна УЕФА Лиге шампиона је свечана песма по имену "Champions League", композитора Тонија Бритена базирана на Хендловој "Zadok the Priest". Изводи је Краљевска филхармонија, а пева хор Академије Св. Мартина, на три УЕФА-ина службена језика: енглеском, немачком и француском језику. Химна се изводи пре почетка сваке утакмице од групне фазе па до финала Лиге шампиона. Химна траје око три минута, а занимљиво је да никада није била пуштена у комерцијалну употребу.

## Химна
-{
"Ceux sont les meilleures équipes,
sie sind die allerbesten Mannschaften,
the main event,
die Meister, die Besten, les grandes équipes, the champions.
Une grande réunion,
eine große sportliche Veranstaltung,
The main event,
Ils sont les meilleurs, sie sind die Besten, These are the champions,
Die Meister, die Besten, les grandes équipes, the Champions.
Die Meister, die Besten, les grandes équipes, the Champions."}-